# فرانك هاتون
فرانك هاتون هو محرر وصحفي وسياسي أمريكي، ولد في 28 أبريل 1846 في كامبردج في الولايات المتحدة، وتوفي في 30 أبريل 1894 في واشنطن العاصمة في الولايات المتحدة بسبب سكتة دماغية. نشط حزبياً في الحزب الجمهوري.